# Hüseyin Can
Hüseyin Can (* 27. Januar 1999) ist ein türkischer Leichtathlet, der sich auf den Langstreckenlauf spezialisiert hat.

## Sportliche Laufbahn
Erste internationale Erfahrungen sammelte Hüseyin Can bei den Crosslauf-Europameisterschaften 2019 in Lissabon, bei denen er nach 26:48 min auf den 68. Platz im U23-Rennen gelangte. 2021 siegte er in 2:19:22 h bei den Marathon-Balkan-Meisterschaften in Kiew und anschließend gelangte er bei den U23-Europameisterschaften in Tallinn mit 30:13,26 min auf den 13. Platz im 10.000-Meter-Lauf. Daraufhin siegte er in 1:05:06 h beim Izmir-Halbmarathon und 2023 wurde er bei den Weltmeisterschaften in Budapest in 2:22:11 h 49. im Marathonlauf. Im Jahr darauf siegte er in 1:07:13 h beim Ankara-Halbmarathon und bei den Straßenlauf-Europameisterschaften 2025 in Löwen wurde er in 2:15:01 h 15. im Marathon und gewann in der Teamwertung die Bronzemedaille hinter den Teams aus Israel und Belgien.
2023 wurde Can türkischer Meister im Marathonlauf.

## Persönliche Bestleistungen
- 10.000 Meter: 29:54,53 min, 15. Juni 2021 in Bursa
- Halbmarathon: 1:03:34 h, 29. Oktober 2023 in Luzern
- Marathon: 2:11:56 h, 20. Februar 2022 in Sevilla